# Pleumeur-Bodou
Pleumeur-Bodou é uma comuna francesa na região administrativa da Bretanha, no departamento Côtes-d'Armor. Estende-se por uma área de 26,64 km². Em 2010 a comuna tinha 4 046 habitantes (densidade: 151,9 hab./km²).